# Новое (Мамлютский район)
Новое (каз. Новое) — упразднённое село в Мамлютском районе Северо-Казахстанской области Республики Казахстана. Входило в состав Кызыласкерского сельского округа. Ликвидировано в 2010 г.

## География
Находится в 70-ти километрах от районного центра.

## Население
В 1999 году население села составляло 177 человек (96 мужчин и 81 женщина). По данным переписи 2009 года, в селе постоянное население отсутствовало.